# Physcaeneura panda
Physcaeneura panda är en fjärilsart som beskrevs av Jean Baptiste Boisduval 1847. Physcaeneura panda ingår i släktet Physcaeneura och familjen praktfjärilar. Inga underarter finns listade i Catalogue of Life.